# Хороним
Хоро́ним (от др.-греч. χώρα — область, край, страна + ὄνομα — имя, название) — собственное имя любой территории, имеющей определённые границы: небольшого пространства (луг, лес, городской район), исторической области, административного района или страны. Класс топонима.
Хоронимы подразделяются на географические (природные) — названия природно-ландшафтных областей, такие как Поволжье, Беловежская пуща, и административные — названия административно-территориальных единиц, такие как Приморский край, Воронежская область, США. Aдминистративные хоронимы политических единиц, например государств, называются кратонимы (от др.-греч. κράτος — сила, власть + ὄνομα — имя, название).
Как особый подвид административного хоронима может рассматриваться городской (внутригородской) хороним — собственное имя части территории города: района, микрорайона, квартала, парка и так далее, например, Замоскворечье, Лужники. Внутригородской хороним может рассматриваться одновременно как частный случай урбанонима. Названия городских площадей и рынков выделяются в отдельную от хоронимов категорию — агоронимы.
Хоронимы подразделяются также на:
- Микрохоронимы[6] — название природного или административного пространства малого размера и исключительно локального значения (урочище, хозяйственное угодье).
- Макрохоронимы — название природного или административного пространства крупного размера, имеющее широкую известность.

Хоронимы могут происходить от других топонимов, в частности от гидронимов (например, от гидронима Двина — внутригородской гидрохороним Задвинье) или от ойконимов (например, от ойконима Москва — ойкохороним Подмосковье)
Основой для хоронима могут служить не только топонимы. Так, хоронимы, являющиеся названиями больших областей и стран, нередко происходят от этнонимов (например — Галлия, Русь, Айова).
Хоронимы также служат основой для других топонимов (от названия урочища Верхососенье — название ручья Верхососень).
Хороним может свидетельствовать как об особенностях ландшафта и природной среды, так и об особенностях заселения и истории края.